# Чагарниця смугастовола
Чагарни́ця смугастовола (Garrulax merulinus) — вид горобцеподібних птахів родини Leiothrichidae. Мешкає в горах Південно-Східної Азії.

## Опис
Довжина птаха становить 25-26 см. Верхня частина тіла, крила і хвіст оливково-коричневі. Горло і груди світло-бежеві, поцятковані чорними плямами. За очима ідуть білі смуги.

## Підвиди
Виділяють три підвиди:
- G. m. merulinus Blyth, 1851 — Північно-Східна Індія, північна і західна М'янма, західний Юньнань;
- G. m. laoensis Meyer de Schauensee, 1938 — північно-західний Таїланд;
- G. m. obscurus Delacour & Jabouille, 1930 — південний Китай і північний Індокитай.

Анамська чагарниця раніше вважалася підвидом смугастоволої чагарниці.

## Поширення і екологія
Смугастоволі чагарниці мешкають в Індії, Китаї, М'янмі, Таїланді, Лаосі і В'єтнамі. Вони живуть у гірських і рівнинних вологих тропічних лісах і чагарникових заростях. Зустрічаються на висоті від 800 до 2000 м над рівнем моря.